# قطب القمر الشمالي

فسيفساء المنطقة القطبية الشمالية القمرية بواسطة مستكشف القمر المداري. القطب الشمالي يقع في المركز

قطب القمر الشمالي هو النقطة في نصف الكرة الشمالي للقمر حيث يلتقي محور دوران القمر مع سطحه. القطب الشمالي هو أقصى نقطة شمالية على القمر، ويقع في مواجهة القطب الجنوبي تمامًا. ويحدد خط العرض 90 درجة شمالا. عند القطب الشمالي تشير جميع الاتجاهات إلى الجنوب؛ وتتقارب جميع خطوط الطول هناك، لذلك يمكن تعريف خط الطول بأي قيمة درجة.

## روابط خارجية
- هيئة المسح الجيولوجي الأمريكية: قمر الأرض
- كاميرا الاستطلاع القمري المدارية (LROC)
- LROC - فسيفساء القطب الشمالي